# Мар'ївська сільська рада (Синельниківський район)
| Мар'ївська сільська рада — колишній орган місцевого самоврядування у Синельниківському районі Дніпропетровської області з адміністративним центром у с. Мар'ївка. Сільській раді підпорядковані населені пункти: - с. Мар'ївка - с. Мар'їнка - с-ще Первомайське - с. Ракове - с-ще Хорошеве - с-ще Шахтарське |

## Склад ради
Рада складалася з 16 депутатів та голови.

## Керівний склад сільської ради
| ПІБ                          | Основні відомості                                                         | Дата обрання | Дата звільнення |
| ---------------------------- | ------------------------------------------------------------------------- | ------------ | --------------- |
| Коломієць Ірина Іванівна     | Сільський голова, 1954 року народження, освіта, позапартійна              | 26.03.2006   | 23.05.2009      |
| Луценко Олександр Васильович | Сільський голова, 1958 року народження, освіта вища, член Партії регіонів | 31.10.2010   |                 |

Примітка: таблиця складена за даними джерела